# Coprosma esulcata
Coprosma esulcata là một loài thực vật có hoa trong họ Thiến thảo. Loài này được (F.Br.) Fosberg mô tả khoa học đầu tiên năm 1956.